# Кентербери (музыка)
Кентербери, кентерберийская сцена (англ. Canterbury scene), кентерберийская школа или кентерберийское звучание (англ. Canterbury sound) — термины, описывающие общность музыкантов прогрессивного рока, музыкантов-авангардистов, джазменов, многие из которых работали в городе Кентербери (Англия, графство Кент) и его окрестностях в конце 1960-х — начале 1970-х годов. Многие известные британские авангардные и фьюжн-музыканты начинали свою карьеру в кентерберийских коллективах, в частности Фред Фрит (Henry Cow, 1968) и Алан Холдсуорт. С годами, по мере того, как участники коллективов менялись и возникали новые группы, термин стал чаще использоваться для обозначения музыкального стиля, поджанра, нежели территориальной общности музыкантов.

## Определение
Кентерберийская сцена в общих чертах определяется набором музыкантов и коллективов со сложными переплетениями связей через общих участников. При этом большой музыкальной схожести нет, но тем не менее просматриваются общие черты психоделии, абстрактных текстов, использования импровизации, унаследованной от джаза. «Истинная суть кентерберийского звучания — это противоречие между сложными гармониями, расширенными импровизациями с одной стороны и искренним желанием писать цепляющие популярные песни с другой». «В лучшей кентерберийской музыке музыкально глупое и музыкально серьёзное очаровательным образом слито воедино».
Внутри самой сцены наблюдалось разнообразие, например, от подобных поп-року ранних Soft Machine и большей части Caravan, до пьес авангардной композиции ранних National Health и далее до импровизационного джаза поздних Soft Machine и In Cahoots. Дидье Малерб (из группы Gong) определял кентерберийскую сцену как имеющую «определённые смены аккордов, в частности с использованием аккордов с малой секундой, определённые гармонические сочетания, великую ясность эстетики и способ импровизации весьма далёкий от джазовых традиций».
Не утихает полемика вокруг самого факта существования сцены и её определения. Так гитарист, скрипач и композитор группы Henry Cow Фред Фрит утверждает, что нет никакой «кентерберийской сцены». Дейв Стюарт объясняет такой терминологический аспект: то, что он и многие другие музыканты называли «кентерберийской сценой» никогда не имело отношение к одноимённой местности. Бывший бас-гитарист Soft Machine Хью Хоппер, живущий в Уитстейбле близ Кентербери, сказал: «Я думаю, что это скорее искусственный ярлык, журналистская штучка… Я не против, но такие люди как Роберт (Уайетт), а он на самом деле ненавидит эту идею, потому что он родился где-то ещё и просто так получилось, что он пошёл в школу здесь. В то время как начинали The Wilde Flowers, мы в Кентербери вряд ли уже работали. Ничего бы и не началось до тех пор, пока Роберт и Дэвид не поехали в Лондон, чтобы организовать Soft Machine. На самом деле они не были кентерберийской группой […] если это помогает людям понимать или слышать больше музыки, то это здорово».

## История
Сцена имела один основной корень, это была группа The Wilde Flowers, образованная в 1964 году. В разное время в её состав входили почти все основатели Soft Machine и Caravan, групп, которые воспитали музыкантов многих других более поздних коллективов. Зарождение кентерберийской сцены можно частично проследить с 1960 года, когда австралийский деятель бит-поколения Дэвид Аллен снимал гостевой домик у родителей Роберта Уайетта в Лиддене, в десяти милях на юг от Кентербери. Аллен привёз с собой большую коллекцию джазовых записей, другой стиль жизни и джазового барабанщика Джорджа Нидорфа, который научил Уайетта играть на барабанах. В 1963 году Уайетт, Аллен и Хью Хоппер организовали коллектив Daevid Allen Trio (Трио Дэвида Аллена) в Лондоне, который преобразовался в The Wilde Flowers, когда Аллен уехал во Францию. Уайетт, Аллен, Кевин Эйерс (из Wilde Flowers) и Майк Рэтледж (который периодически играл с Daevid Allen Trio) сформировали Soft Machine в 1966 году.
Другими ключевыми ранними коллективами были Delivery и Egg, участники которых влились в кентерберийскую сцену в начале 1970-х. Например Фил Миллер после участия в Delivery создал Matching Mole и Hatfield and the North, последнюю — совместно и Дейвом Стюартом из Egg. Оба позже участвовали в National Health. Стив Хиллидж, работавший с участниками Egg в предыдущем составе, Uriel, позже сотрудничал с Алленом в группе Gong.
Кентерберийская сцена известна тем, что её музыканты часто переходили из одной кентерберийской группы в другую. Ричард Синклер, например, в разные моменты своей карьеры побывал в The Wilde Flowers, Camel, Caravan, Hatfield and the North и, недолго, в Gilgamesh. Кроме того он сотрудничал с National Health. Его двоюродный брат Дейв Синклер играл с Caravan, Matching Mole, Camel и, недолго, с Hatfield and the North. Роберт Уайетт был участником The Wilde Flowers, Soft Machine, Matching Mole а также работал сольно. Пип Пайл играл в Delivery, Gong, Hatfield and the North, National Health, Soft Heap и In Cahoots. Хью Хоппер участвовал в Soft Machine, Isotope, Soft Heap, In Cahoots, а также совместно с Пайлом и Алленом в группе Brainville.
Среди других музыкантов, не относящихся непосредственно к кентерберийской сцене, но имевших с ней связи, Майк Олдфилд (игравший в группе Кевина Эйерса) и Билл Бруфорд (недолго игравший на барабанах в Gong и National Health и взявший Дейва Стюарта в его собственную группу в конце 1970-х).

## Коллективы и музыканты

### Ведущие группы кентерберийской сцены
- Soft Machine
- Caravan
- Gong
- Hatfield and the North
- National Health.

### Другие важные группы кентерберийской сцены
- Caravan of Dreams
- Delivery
- Egg
- Gilgamesh
- In Cahoots
- Isotope
- Khan
- Matching Mole
- Mashu
- Pierre Moerlen's Gong
- Quiet Sun
- Soft Heap
- The Wilde Flowers

### Ведущие музыканты кентерберийской сцены (с указанием коллективов)
- Дэвид Аллен (Soft Machine, Gong, Brainville)
- Кевин Эйерс (Wilde Flowers, Soft Machine, Gong)
- Монт Кэмпбелл (Uriel, Egg, National Health)
- Линдсей Купер (Henry Cow, Feminist Improvising Group, Mike Oldfield, National Health, Mike Westbrook Orchestra, News from Babel)
- Лол Коксхилл (Delivery, Kevin Ayers & The Whole World)
- Крис Катлер (Ottawa Music Company, Henry Cow, Art Bears, News from Babel, Peter Blegvad Trio)
- Элтон Дин (Keith Tippett Sextet, Soft Machine, Just Us, Centipede, Soft Heap, In Cahoots, Pip Pyle’s Equip’Out)
- Алан Гоуэн (Gilgamesh, National Health, Soft Heap)
- Джон Гривз (Henry Cow, National Health, Soft Heap, Peter Blegvad Trio)
- Пай Хастингс (Caravan)
- Джимми Хастингс (Caravan, Caravan of Dreams, Hatfield and the North, National Health, Soft Machine)
- Марк Хьюинс (Sinclair and the South, The Polite Force, Soft Heap, Gong, Mashu, Caravan of Dreams)
- Стив Хиллидж (Uriel, Khan, Kevin Ayers, Gong, System 7)
- Алан Холдсуорт (Soft Machine, Gong, Bruford)
- Хью Хоппер (Wilde Flowers, Soft Machine, Isotope, Soft Heap, In Cahoots, Pip Pyle’s Equip’Out)
- Карл Дженкинс (Nucleus, Soft Machine, Adiemus)
- Фил Миллер (Delivery, Matchine Mole, Hatfield and the North, National Health, In Cahoots, Richard Sinclair Band, Hugh Hopper Band)
- Пьер Мерлен (Gong, Mike Oldfield Band, Gongzilla)
- Франсуа Овид (John Greaves Group)
- Пайл, Пип (Delivery, Gong, Hatfield and the North, National Health, Soft Heap, In Cahoots, Pip Pyle’s Equip’Out, John Greaves Band, Hugh Hopper Band)
- Майк Рэтлидж (Soft Machine, Adiemus)
- Джеф Ричардсон (Spirogyra, Caravan)
- Девид Синклер (Wilde Flowers, Caravan, Matching Mole, Hatfield and the North, The Polite Force, Camel)
- Ричард Синклер (Wilde Flowers, Caravan, Delivery, Hatfield and the North, Sinclair and the South, Camel, In Cahoots, Caravan of Dreams)
- Жиль Смит (Gong)
- Дейв Стюарт (Uriel, Egg, Ottawa Music Company, Khan, Hatfield and the North, Gong, National Health, Bruford, Rapid Eye Movement)
- Энди Уорд (Camel, Marillion, Caravan of Dreams, Mirage)
- Роберт Уайетт (Wilde Flowers, Soft Machine, Matching Mole)

## Лучшие альбомы Кентерберийской сцены
Текущий рейтинг лучших альбомов Кентерберийской сцены составлен на основе оценок посетителей сайта Progarchives.com (по состоянию на март 2023 года)
1. Caravan — In the Land of Grey and Pink — 1971
2. Robert Wyatt — Rock Bottom — 1974
3. Gong — Radio Gnome Invisible Vol. 3 – You — 1974
4. Khan — Space Shanty — 1972
5. Hatfield and the North — Hatfield and the North — 1973
6. Caravan — If I Could Do It All Over Again, I'd Do It All Over You — 1970
7. National Health — Of Queues and Cures — 1978
8. The Soft Machine — Third — 1970
9. Hatfield and the North — The Rotters' Club — 1975
10. Caravan — For Girls Who Grow Plump In The Night — 1973
11. Supersister — To the Highest Bidder — 1971
12. Gong — Radio Gnome Invisible Vol. 2 - Angel's Egg — 1973
13. National Health — National Health — 1977
14. Moving Gelatine Plates —The world of genius hans — 1972
15. Egg — The Polite Force — 1970
16. Steve Hillage — Fish Rising — 1975
17. The Soft Machine — Bundles — 1975
18. Quiet Sun — Mainstream — 1975
19. The Soft Machine — Volume Two — 1969
20. Picchio Dal Pozzo — Picchio Dal Pozzo — 1976
21. Cos — Viva Boma — 1976
22. The Soft Machine — The Soft Machine — 1968
23. Zopp — Zopp — 2020
24. Supersister — Present fron Nancy — 1970
25. Cos — Postaeloian Train Robbery
26. Picchio Dal Pozzo — Abbiamo Tutti I Suoi Problemi — 1980

## Лейблы
Рекорд-лейблы, выпустившие заметные релизы, относящиеся к кентерберийской сцене:
- Burning Shed
- Cuneiform Records
- Recommended Records
- Virgin Records
  - Caroline Records
- Columbia Records (Soft Machine)
- Harvest Records (подразделение EMI)
- Vertigo Records
- Voiceprint Records